# Poeciliidae
Ne doit pas être confondu avec Poeciliinae.
Famille
Les Poeciliidae (Poeciliidés) forment une famille de poissons ovovivipares d'eau douce appartenant à l'ordre des Cyprinodontiformes. Elle  comprend les poissons les plus connus en aquariophilie, comme le Guppy, le Molly, le Platy, et le porte épée.

## Distribution géographique
La distribution initiale de la famille se situe dans sud-est des États-Unis, au nord du Rio de la Plata en Argentine et en Afrique centrale et du sud, y compris Madagascar. Toutefois, en raison de la libération des spécimens d'aquarium et de l'utilisation généralisée des espèces des genres Gambusia et Poecilia pour la lutte contre les moustiques, aujourd'hui les Poeciliidés peuvent être trouvés dans toutes les zones tropicales et subtropicales du monde.

## Physiologie
Des études effectuées sur des populations de Poeciliidés du Mexique ont montré que certaines espèces, telles que Poecillia sulphuraria, se sont adaptées à des environnements riches en soufre habituellement toxiques pour la plupart des êtres vivants. Les adaptations comprennent aussi bien des traits physiques comme l'augmentation du volume de la tête, et donc des ouïes, des poissons, leur permettant de capter davantage d'oxygène que des traits moléculaires comprenant des modifications de la voie de synthèse de la sulfure quinone oxydoréductase (SQR), une enzyme dont l'action détoxifie le sulfure d'hydrogène. 

## Classification
- sous-famille Aplocheilichthyinae Myers, 1928
  - genre Aplocheilichthys Bleeker, 1863
  - genre Hylopanchax Poll et Lambert, 1965
  - genre Laciris Huber, 1982
  - genre Lacustricola Myers, 1924
  - genre Poropanchax Clausen, 1967
- sous-famille Poeciliinae Garman, 1895
  - genre Alfaro Meek, 1912
  - genre Belonesox Kner, 1860
  - genre Brachyrhaphis Regan, 1913
  - genre Carlhubbsia Whitley, 1951
  - genre Cnesterodon Garman, 1895
  - genre Gambusia Poey, 1854
  - genre Girardinus Poey, 1854
  - genre Heterandria Agassiz, 1853
  - genre Limia Poey, 1854
  - genre Micropoecilia Hubbs, 1926
  - genre Neoheterandria Henn, 1916
  - genre Pamphorichthys Regan, 1913
  - genre Phallichthys Hubbs, 1924
  - genre Phalloceros Eigenmann, 1907
  - genre Phalloptychus Eigenmann, 1907
  - genre Phallotorynus Henn, 1916
  - genre Poecilia Bloch et Schneider, 1801
  - genre Poeciliopsis Regan, 1913
  - genre Priapella Regan, 1913
  - genre Priapichthys Regan, 1913
  - genre Pseudopoecilia Regan, 1913
  - genre Quintana Hubbs, 1934
  - genre Scolichthys Rosen, 1967
  - genre Tomeurus Eigenmann, 1909
  - genre Xenodexia Hubbs, 1950
  - genre Xenophallus Hubbs, 1924
  - genre Xiphophorus Heckel, 1848
- sous-famille Procatopodinae Fowler, 1916
  - genre Cynopanchax Ahl, 1928
  - genre Fluviphylax Whitley, 1965
  - genre Hypsopanchax Myers, 1924
  - genre Lamprichthys Regan, 1911
  - genre Micropanchax Myers, 1924
  - genre Pantanodon Myers, 1955
  - genre Plataplochilus Ahl, 1928
  - genre Procatopus Boulenger, 1904